# Тост

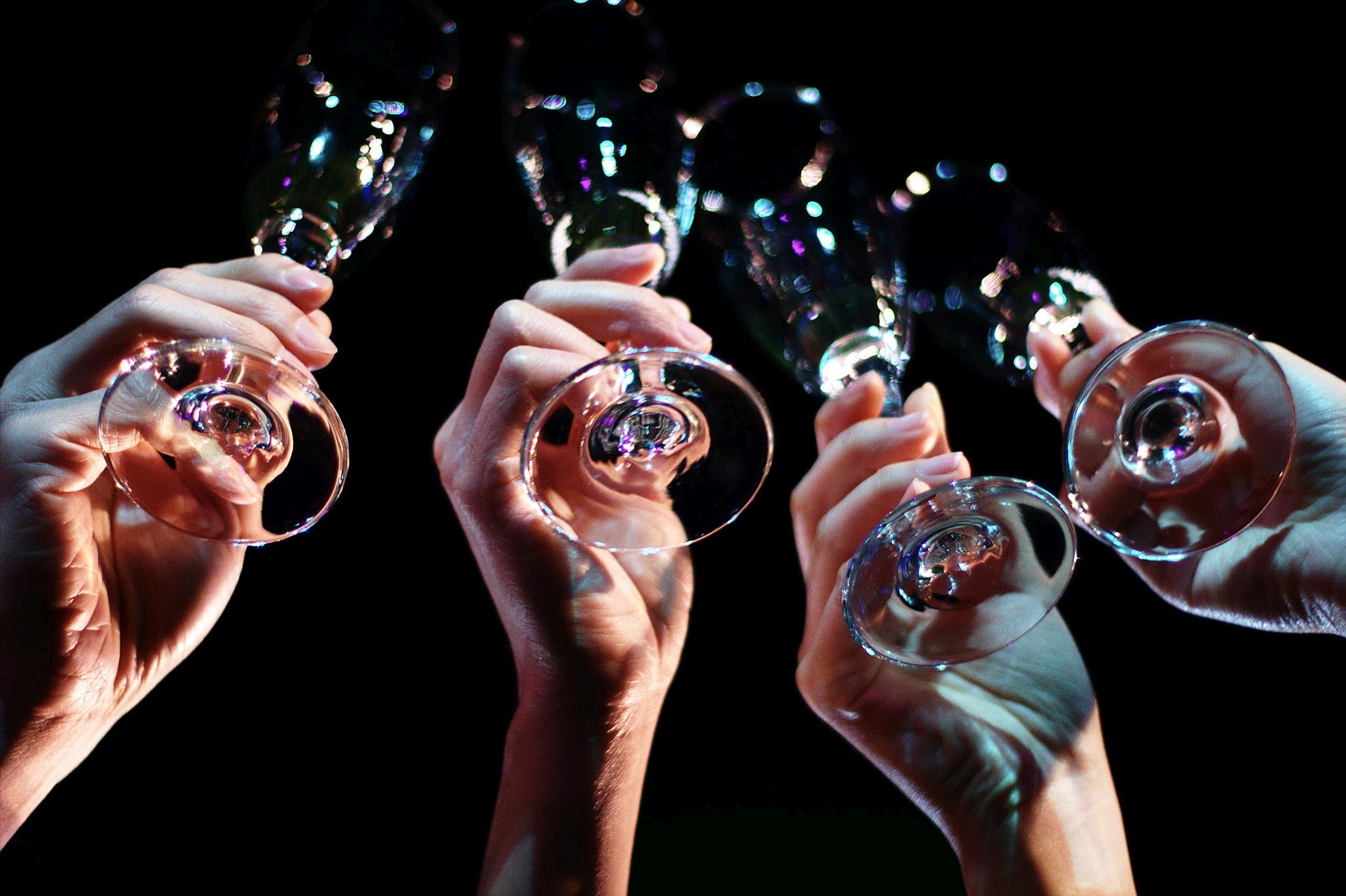

Тост (от англ. toast) — краткая речь перед собравшимися, предшествующая распитию спиртных напитков, предназначенная подчеркнуть важность момента.

## Этимология слова
В русский язык слово было заимствовано из английского; исторически на Руси тосты назывались «здравицами». Заимствование произошло в первой половине XIX века, слово «тост» как «застольное пожелание» зафиксировано уже в Словаре церковнославянского и русского языка, изданном в 1847 году.
Оксфордский словарь выводит использование англ. toast в смысле здравицы из другого значения, «поджаренный ломтик хлеба». Словарь поясняет, что кусочек хлеба часто плавал в чаше вина или эля, и значение перешло в конце XVII века вначале на даму, в честь которой предлагалась здравица (ср. англ. toast of the town), так как упоминание её имени придавало вкус собранию, подобно тому, как пряный кусочек хлеба придаёт вкус напитку. Возможен также прямой переход от кусочка, плавающего в чаше, к лицу, в честь которого чаша поднимается.
Собственно англ. toast пришло в среднеанглийский через старофранцузское фр. toster, «жарить» от лат. tostus, «гриль», в свою очередь от формы глагола лат. torreo, «обжигать».

## Этикет тостов
Речь или тост могут включать в себя приветствие в адрес почётного гостя, общую ситуацию, послужившую поводом для встречи, общепринятую форму пожелания гостям счастья-здоровья.
В ответном тосте (речи) почётный гость выражает благодарность за оказанное гостеприимство, а также взаимную заинтересованность во встрече и заверение во взаимности дружественных чувств и т. д.
На официальных приёмах речи и тосты произносятся после десерта, когда налито шампанское, на других приёмах — не ранее 10-15 минут после начала приёма, а иногда и в самом его начале.
Первым речь или тост произносит хозяин дома, а затем гость, в честь которого устроен приём.
На официальных завтраках, обедах, ужинах чокаться не принято, если же чокаются, то мужчины держат свои рюмки ниже рюмок дам.
Во время произнесения речей и тостов недопустимо разговаривать, есть, наливать вино, зажигать сигарету. При произнесении тоста положено, чтобы присутствующие держали в руках рюмки, а в особенно торжественных случаях — слушали стоя. Произносящий тост обычно стоит.
Человек, которому посвящён тост, если только это не президент или не какая-либо другая именитая персона, обычно выступает с ответным словом. Женщина, если только это не невеста, обычно принимает комплимент, высказанный в тосте, просто улыбкой, опустив при этом глаза и оставаясь сидеть, в то время как остальные стоят. Она держит свой бокал с вином, не отпивая из него до тех пор, пока не выпьют все. По сути дела, лицо, которому адресован тост, никогда не прикасается к напитку, пока не выпьют все остальные, ведь в противном случае получится, что он или она пьют сами за себя, что по меньшей мере нескромно.
Важные тосты, обращённые к президенту, руководству или молодожёнам, выпиваются сразу до дна. Иногда бокалы после особенно торжественных тостов бросают в камин или разбивают об пол. Между прочим, отказаться выпить тост в чью-либо честь означает проявить неуважение к этому человеку. Если вы не можете выпить, то должны хотя бы сделать вид, что пьёте. Тост с водой вообще не считается тостом, но это решение проблемы было в своё время введено шведским королём Густавом, ставшим убеждённым трезвенником. Поэтому, если вы не можете или не хотите пить вино, налейте в бокал воды и имитируйте тост. Не совсем правильно провозглашать тост с коктейлем, но это можно сделать с пуншем, пивом, элем или виски.
В Англии некоторые напитки по традиции до сих пор пьют с тостами. Если гость произнёс тост, он должен осушить свой бокал до дна. Традиция тостов насчитывает немало столетий и восходит ко временам цезарей.
В одном справочнике об алкогольных напитках в культуре разных народов, вышедшем в 1995 году, сказано: «Тосты — по всей видимости, отголосок древних обрядов возлияния, заключавшийся в принесении священных даров … в жертву богам в обмен на пожелание, то есть молитву, суть которой можно выразить фразой : „Долгих лет!“ или „За твое здоровье!“».
Большинство людей не считают тост жестом с религиозным или мистическим смыслом. 
- фр. Santé или tchin — «Ваше здоровье!»
- нем. Prost или Prosit — «За Ваше здоровье!»
- исп. Salud
- англ. Cheers
- иврит и идиш Lechaim
- польск. Na zdrowie
- швед. Skål
- укр. Будьмо!
- фин. Kippis !
- рум. «Noroc» (Всех благ) или «Sănătate» (Здоровье)
- яп. Кампай!

## Молчаливый тост
Возможен и молчаливый тост, предлагающий его поднимает свой бокал и высказывает как можно меньше слов. Обычно молчаливый тост предлагается за умершего, например, «За Джона, да упокоит Господь его душу».
Молчаливый «третий тост» — традиция Советской армии и армий стран СНГ — является поминальным по погибшим боевым товарищам. Пьётся — стоя, молча и не чокаясь.